# 海部正樹
海部 正樹（かいふ まさき、1959年3月13日 - ）は、日本の映像プロデューサー。日本と米国で映像製作事業とサウンドプロダクション事業を営むWOWMAXカンパニーズのグループ代表（株式会社WOWOMAX代表取締役、米国法人WOWMAX NEXT Inc. President & CEO）。元TBSディレクター。元WOWOW映画部長＆アニメ事業部長。元首相・海部俊樹と妻幸世の長男。
愛称は「まっぴい」または「カイピー」。TBS時代、タレントの近藤真彦や薬丸裕英などには「ペーシ」と呼ばれていた。

## 経歴
1959年（昭和34年）愛知県生まれ。東海中学校、玉川学園高等部卒業。玉川大学文学部教育学科で教育史を専攻。卒業後、TBS入社。同局ではアイドルバラエティ番組『たのきん全力投球!』やお笑い番組『笑ってポン!』のADや音楽番組『ザ・ベストテン』、深夜番組『松山千春のハローミッドナイト』のディレクターを務めた。また在籍中、ビートたけしに“海部!!”と呼び捨てにされていたが、父親が首相就任後、“海部さん”と呼ばれるようになった事で知られている。
父親の首相時代にTBSを退職し、首相秘書として総理大臣官邸に勤務。
海部内閣終了後、開局したばかりの日本初の民間衛星放送WOWOW（旧「JSB日本衛星放送株式会社」）に入社。第1番組プロデュース部配属。その後映画部長、アニメ事業部長としてハリウッド映画ビジネスとアニメビジネスに関わる。
富野由悠季が監督を務めたテレビアニメ『ブレンパワード』でアニメプロデューサーとしてデビュー。以後、『星界の紋章』『星界の戦旗』（サンライズ）、『人形草紙あやつり左近』（TMS）、『The Soul Taker 〜魂狩〜』（タツノコVCR）をはじめ数多くのアニメを世に送り出した。WOWOWで放送された『ゲートキーパーズ』では総監督佐藤順一の指名に応え「元首相の息子」ということで、声優として総理大臣役を演じていた。後に『テイルズ オブ エターニア THE ANIMATION』でもインフェリア人役で出演した。
2001年に渡米。個人事業として米国における日本製コンテンツ（アニメ、マンガ／ラノベ、映画、音楽、ゲーム、キャラクター、テレビ番組）の市場調査とコンサルタントに従事。2005年以降、政府刊行物「デジタルコンテンツ白書」の海外動向「アメリカ」を継続執筆、またジェトロ（日本貿易振興機構）の「米国コンテンツ市場調査」を調査・分析・執筆も継続して担当している。またプロデューサーとして国際共同製作のコンテンツ開発に取り組みアメリカンコミックの大御所スタン・リー、アニメ製作会社ボンズと日米合作アニメ『HEROMAN』を共同開発。2010年にテレビ東京で放映、まだ黎明期だった海外同時ストリーミング配信を実現した。
2015年、株式会社WOWMAX設立。第三者割当増資を行い東北新社、日本コロムビア、東映、WAO!、旭プロダクション、81プロデュースが株主として参加。
2017年、米国カリフォルニア州グレンデールに米国拠点の映像製作とレコーディングスタジオを保有するグループ会社WOWMAX NEXT Inc.を設立しグループ代表に就任。
妻の優子は外務省で在ロサンゼルス日本総領事館領事を務め2007年に退職。父親が首相在任中外遊時の通訳を担当した外務省職員で、それがきっかけで交際が始まったという。退官後、ロサンゼルスの全米日系人博物館副館長を経て三菱東京UFJ銀行グループ傘下の米国金融Union Bank広報マネージングディレクターとして活躍。現在は、ハリウッドに開設された日本の広報発信拠点「ジャパンハウス・ロサンゼルス」初代館長。

## 主な作品
WOWOW
- ブレンパワード（プロデューサー）
- 星界の紋章（プロデューサー）
- 人形草紙あやつり左近（プロデューサー）
- 星界の戦旗（プロデューサー）
- 星界の戦旗II（企画／プロデューサー）
- BRIGADOON まりんとメラン（企画プロデューサー）
- 星界の断章 -誕生-（プロデューサー）
- The Soul Taker 〜魂狩〜（企画プロデューサー）

WOWMAX
- HEROMAN（企画プロデューサー
- 現実主義勇者の王国再建記（企画・エグゼクティブプロデューサー）